# Chimarra haesitationis
Chimarra haesitationis är en nattsländeart som beskrevs av Lazar Botosaneanu 1994. Chimarra haesitationis ingår i släktet Chimarra och familjen stengömmenattsländor. Inga underarter finns listade i Catalogue of Life.